# Des plans sur la comète
Pour plus de détails, voir Fiche technique et Distribution.
Des plans sur la comète est un film français réalisé par Guilhem Amesland, sorti en 2017.

## Synopsis
Michel et son frère Franck travaillent dans leur petite entreprise de travaux du bâtiment. Michel rencontre Michèle, un agent immobilier qui leur a confié un gros chantier et tente de la séduire. Michel doit composer avec Franck dont les combines vont rapidement menacer ses plans de séduction.

## Fiche technique
- Titre : Des plans sur la comète
- Réalisation : Guilhem Amesland
- Production : Jérôme Barthélémy et Daniel Sauvage
- Société de distribution : Jour2Fête (France)
- Compositeur : Léon Rousseau
- Pays :  France
- Langue : français
- Genre : comédie dramatique
- Dates de sortie : 
  - France :21 juin 2017

## Distribution
- Vincent Macaigne : Franck
- Suzanne Clément : Michèle
- Philippe Rebbot : Michel
- Hafsia Herzi : Inès
- Estéban : Nestor

## Autour du film
- Le film a été tourné sur le site du centre commercial de la Baratière, dans la ville de Vitré et à l'hôtel-restaurant La Grenouillère, rue d'Ernée[1].
- Le tournage a eu lieu entre janvier et février 2016.